# سنبوق

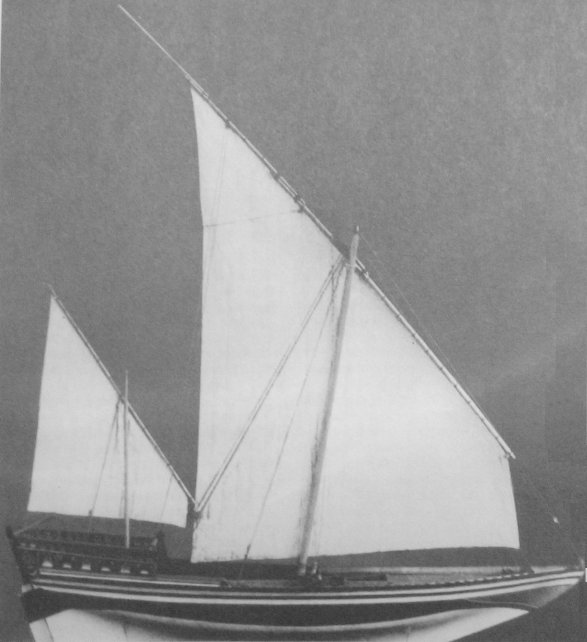
نمایی از یک‌نوع قایق بزرگ سنبوق - ۱۹۷۹

سنبوک یا به گویش محلی سمبوک یا سنبوق گونه‌ای قایق بزرگ چوبی است که در خلیج فارس بکار می‌رود. سنبوک واژه ای فارسی به معنای نوک تیز است که در گذشته به تنها قایق بادبانی خلیج فارس گفته می‌شد و دو یا سه بادبان داشت.
البته امروز بیشتر سنبوک‌ها موتور دارند.

## نام
سنبوک را سنبوق، سمبوک، صنبوق، و چمبوری نیز می‌نامند. این واژه برگرفته از فارسی میانه سنبوک است.